# 第35砲兵落下傘連隊
第35砲兵落下傘連隊（だいさんじゅうごほうへいらっかさんれんたい、35e régiment d'artillerie parachutiste：35e RAP）は、オート＝ピレネー県タルブに駐屯する、第11落下傘旅団隷下のフランス陸軍の砲兵連隊である。
兵種は砲兵、伝統的区分も砲兵である。

## 沿革
- 1873年：第35砲兵連隊が編成される。
- 1892年：ダオメーに遠征。
- 1914年：第1次世界大戦に参加。
- 1940年：独仏戦、連隊は壊滅的損害を受ける。
- 1942年：解隊される。
- 1947年：第35砲兵落下傘連隊に再編制。
- 1953年：アルジェリア戦争に参加。（～1961年まで。）
- 1963年：第11落下傘師団隷下となる。
- 1999年：第11落下傘旅団隷下となる。

## 最新の部隊編成
- 連隊本部
- 本部管理中隊
- 砲兵情報中隊
- 第1中隊
- 第2中隊
- 第3中隊
- 第4中隊
- 予備砲兵訓練中隊

### 定員
- 連隊の人員構成としては、合計約850名からなる。
- 牽引砲25門、重迫撃砲24門を装備する。

## 主要装備
- GIAT BM92-G1
- FA-MAS
- AA-52
- 12.7mm重機関銃
- 20mm機関砲
- TRF1
- RTF1 120mm迫撃砲
- VOA（砲兵観測車）
- PCR（気象レーダー）
- VAB
- P4
- TRM 2000
- TRM 4000
- TRM 10000